# Bernard Moullier
Pour les articles homonymes, voir Moulier.
Bernard Moullier (né le 27 septembre 1957[Où ?]) est un sauteur à ski français. Il est le premier Français à être monté sur un podium de la Coupe du monde de saut à ski.

## Palmarès

### Jeux Olympiques
| Épreuve / Édition | Lake Placid 1980 |
| Petit Tremplin    | 24e              |
| Grand Tremplin    | 37e              |

### Coupe du Monde
- Meilleur classement final: 25e en 1980.
- Meilleur résultat: 2e, le 19 janvier 1980 à Thunder Bay.